# 11-й бомбардировочный авиационный корпус
11-й бомбардировочный авиационный корпус (11-й бак) — соединение Военно-Воздушных сил (ВВС) Вооружённых Сил РККА, созданное для участия в боевых действиях во время Великой Отечественной войны.

## Наименования корпуса

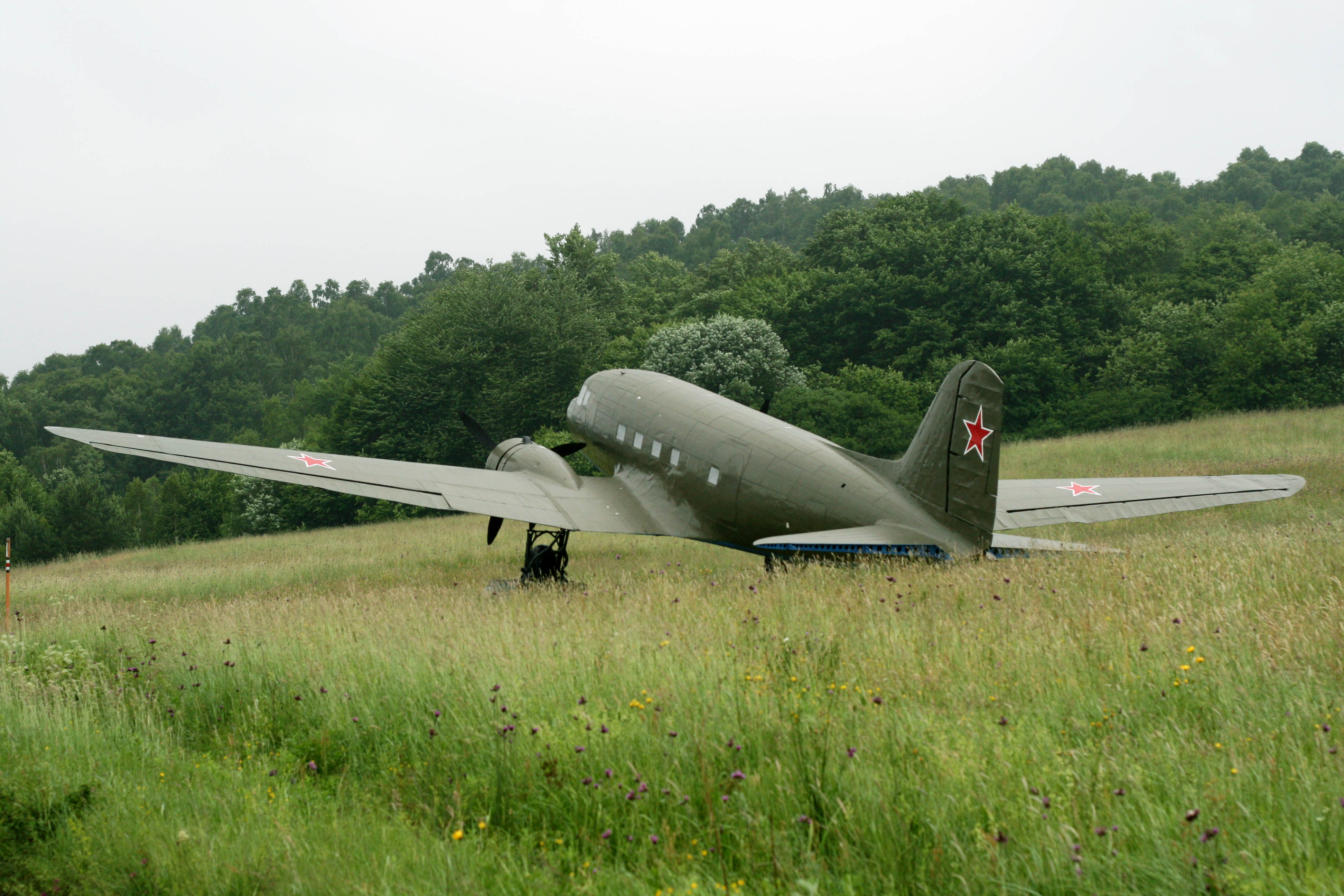
Самолёт корпуса Ли-2

- 5-й авиационный корпус дальнего действия;
- 5-й авиационный Орловскийкорпус дальнего действия;
- 11-й бомбардировочный авиационный Орловскийс корпус.

## Создание корпуса
11-й бомбардировочный авиационный Орловский корпус сформирован 1 января 1945 года на базе управления 5-й Орловского авиационного корпуса дальнего действия

## Преобразование корпуса
В феврале 1945 года корпус начал расформирование и в списках Боевого состава Советской Армии существовал до 01 мая 1945 года.

## В действующей армии
В составе действующей армии не был

## Командир корпуса
- генерал-лейтенант авиации Георгиев Иван Васильевич[2], период нахождения в должности — с 31 декабря 1944 года по 01 февраля 1945 года

## В составе объединений
| Объединение                                      | Период                  |
| ------------------------------------------------ | ----------------------- |
| Резерв ставки ВГК ВВС Львовского военного округа | 01.01.1945 — 01.05.1945 |

## Соединения, части и отдельные подразделения корпуса
- 53-я Сталинградская авиационная дивизия дальнего действия[3]
  - 1-й гвардейский Брянский Краснознамённый авиационный полк дальнего действия (Ли-2)
  - 23-й гвардейский Белгородский Краснознамённый авиационный полк дальнего действия (Ли-2)
  - 336-й авиационный полк дальнего действия (Ли-2)
- 54-я Орловская авиационная дивизия дальнего действия[3]
  - 7-й гвардейский Гатчинский Краснознамённый авиационный полк дальнего действия (Ли-2)
  - 29-й гвардейский Красносельский авиационный полк дальнего действия (Ли-2)
  - 340-й авиационный полк дальнего действия (Ли-2)

## Участие в операциях и битвах
не принимал